# فوزی الرویسی
فوزی الرویسی (فرانسوی: Faouzi Rouissi‎؛ زادهٔ ۲۰ مارس ۱۹۷۱) بازیکن فوتبال اهل تونس است.

## باشگاهی
از باشگاه‌هایی که در آن بازی کرده‌است می‌توان به باشگاه فوتبال آفریقایی، باشگاه فوتبال الوحده امارات، باشگاه فوتبال کان، باشگاه فوتبال الهلال، و باشگاه فوتبال گروتر فورث اشاره کرد.

## تیم ملی
وی همچنین در تیم ملی فوتبال تونس بازی کرده‌است.